# ديزة قصيرة القرون
ديزة قصيرة القرون (الاسم العلمي:Disa brachyceras) هي نوع من النباتات تتبع جنس الديزة من الفصيلة السحلبية.